# Tipsport Arena (Liberec)
La Tipsport Arena è un impianto sportivo di Liberec, costruito nel 2005; ospita i match interni dell'HC Bílí Tygři Liberec e può ospitare fino a 7500 spettatori.